# بحران ۲۰۲۲ هائیتی
بحران ۲۰۲۲ هائیتی (انگلیسی: 2022 Haitian crisis) یک بحران اجتماعی اقتصادی است که با افزایش قیمت انرژی به دلیل بحران جهانی انرژی در سال ۲۰۲۲ و همچنین اعتراضات و ناآرامی‌های مدنی علیه دولت هائیتی، خشونت باندهای مسلحانه، شیوع وبا در این کشور ایجاد شده‌است. کمبود سوخت و آب آشامیدنی سالم و گرسنگی حاد گسترده این بحران را دوچندان کرده‌است. این تداوم بی‌ثباتی و اعتراضاتی است که از سال ۲۰۱۸ آغاز شده‌است.
پس از ترور جوونل مویس، رئیس‌جمهور وقت هائیتی، در ۷ ژوئیه ۲۰۲۱، آریل هنری در ۲۰ ژوئیه سمت سرپرستی نخست‌وزیری را بر عهده گرفت. در سپتامبر ۲۰۲۲، هنری اعلام کرد که دولت به یارانه سوخت پایان می‌دهد و قیمت فرآورده‌های نفتی افزایش می‌یابد. این منجر به اعتراضاتی در این کشور شد، از جمله تظاهراتی در پورتو پرنس که چند روز بعد به شورش تبدیل شد. محاصره و ناآرامی‌ها منجر به بسته شدن موقت سفارتخانه ها در هائیتی، و همچنین کمبود منابع، کاهش خدمات بیمارستانی، تعطیلی مدارس، و ناتوانی کارگران برای رفت و آمد به محل کار شد.